# Kepektcheliya
Kepektcheliya ou Kepekčelija (en macédonien Кепекчелија) est un village de l'est de la Macédoine du Nord, situé dans la municipalité de Karbintsi. Le village comptait 9 habitants en 2002.

## Démographie
Lors du recensement de 2002, le village comptait :
- Turcs : 9